# 塔什干—薩馬爾罕高速鐵路
塔什干－薩馬爾罕高速鐵路，是一段長344公里的高速鐵路，其連接烏茲別克兩大城：首都塔什干與古都薩馬爾罕。這條鐵路線沿線經過四個州，分別是塔什干州、錫爾河州、吉扎克州以及撒馬爾罕州。线路运行客运高速列车阿弗拉西阿卜号，以撒马尔罕郊外的阿夫拉西阿卜城址命名，終年运行。

## 歷史
塔什干－薩馬爾罕高速鐵路自2011年3月11日開始動工，總工程預算為7,000萬美元。本鐵路線是以舊有在來線加以翻修並興建部分新軌道，使得全線得以現代化。除了連絡兩大城外，中途亦在次要的城鎮設立車站，例如：布哈拉以及希瓦，方便全鐵路沿線連絡。這條長達344公里的高速鐵路，正常的列車營運速度為每小時250公里，因此連絡兩大城間的時間縮短為2小時。全線在當時預計於2011年9月通車，不過最終因某些因素而延遲通車計畫。

## 營運現狀
烏茲別克鐵路管理部以3800萬歐元向西班牙塔爾高車輛公司訂購高速鐵路車輛。首列訂購列車於2011年7月22日運抵烏國首都塔什干。每列列車包含：兩節動力機電車輛以及八節車廂，每節車廂可以載運257名乘客。全線於2011年8月26日開始上線試運轉。
2011年10月8日，全線正式上線服務。初期營運每周兩個來回於塔什干與薩馬爾罕。事實上，在初期運行的期間，路程時間是多於預期的，總共花費兩個半小時。2012年2月，再有更多列車上線服務後，更改為每日一個來回班次，總路程時間降低為兩小時又八分鐘。
2024年6月，乌兹别克斯坦铁路和现代Rotem签订协议，将进口6组以KTX-Eum为基准的UTY EMU-250型列车。